# Бру (Швеція)

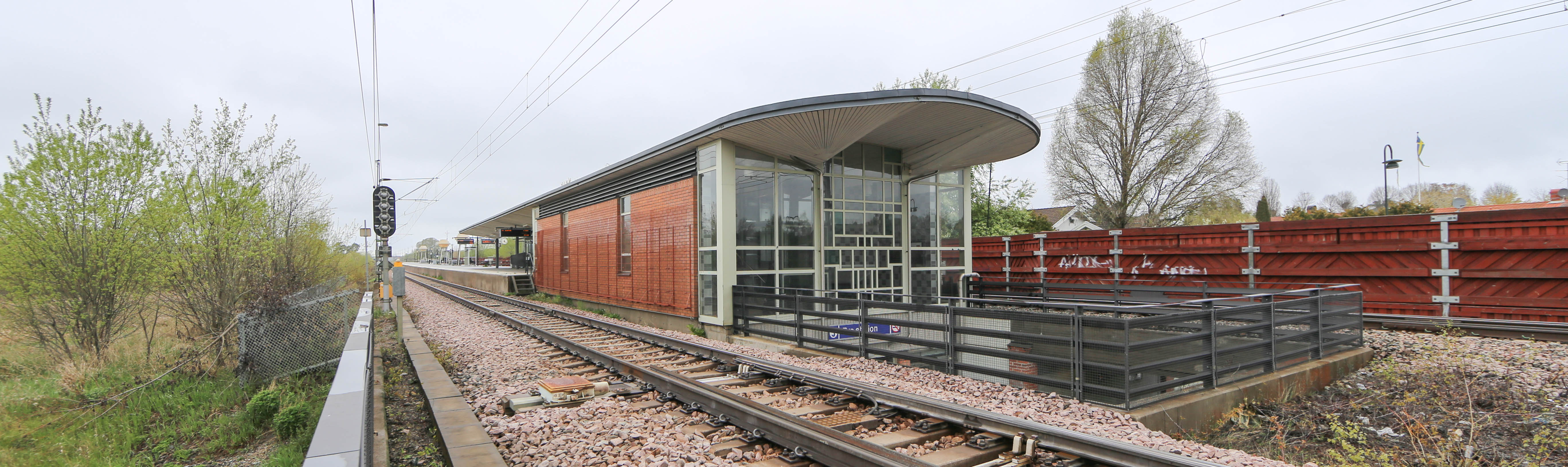
Залізнична станція

Бру — місто в комуні Уппландс-Бру, лен Стокгольм, Швеція з 7 050 жителями (2010).
Місто розташоване в 10 км від адміністративного центру комуни Кунгсенгена. З 2000 року Бру є станцією Стокгольмської приміської залізниці. Поблизу також проходить автошлях E18.